# Perdita nigricornis
Perdita nigricornis är en biart som beskrevs av Timberlake 1964. Perdita nigricornis ingår i släktet Perdita och familjen grävbin. Inga underarter finns listade i Catalogue of Life.